# 부원지쟁
부원지쟁(중국어: 府院之爭) 혹은 부원의 쟁은 1916년(민국 5년)부터 1917년(민국 6년)사이에 중화민국 대륙 시기 대총통부와 국무원 간의 정치투쟁을 말한다. 임시대총통 여원홍(리위안훙)(黎元洪)과 국무원장 단기서(돤치루이)(段祺瑞)가 맞붙었다 하여 여단상쟁(黎段相爭) 혹은 여단지쟁(黎段之爭)이라고도 한다.

## 배경
중화민국임시약법(中華民國臨時約法)에 따라, 국무총리의 역할, 권력, 기능은 임시대총통과 후임 대총통에 뒤지지 않는다. 국무총리의 권력은 주로 다음과 같다.
1. 국무원을 추천하고, 경국회가 동의한 후에 임시대총통이 임명한다(提名國務員，經國會同意後由臨時大總統任命。)
2. 임시대총통이 제출한 법룰안과 발포의 명령은 국무총리의 부서가 필요하다(臨時大總統提出的法律案、發布的命令，要有國務總理的副署。)
3. 국무회의주석을 맡는다. 행정의 중립을 지키고자 국무총리는 각 부 총장의 명령이나 처분에 지장이 있다고 인식할 경우, 먼저 이를 중지시키고 다시 국무회의에서 결정한다.(擔任國務會議主席；為保持行政中立，國務總理對各部總長的命令或處分認為有礙時，得先予以中止，再由國務會議決定。)
4. 국무총리는 직권이나 특별위임에 의거하여 원령을 발포할 수 있다. 소관 사무에 있어 지방장관에 대하여 훈령이나 지령을 발포할 수 있다.(國務總理依其職權或特別委任，得發布院令；就所管事務，得對地方長官發布訓令和指令。)

## 제1차 부원지쟁
1916년 6월 위안스카이가 사망한 이후, 제1대 부총통 리위안훙이 법에 따라 대총통을 이었고, 돤치루이는 국무총리가 되었다. 돤치루이는 북양정부 정통파 수령을 자처하였기에 일본 제국에 의지하여 군정 대권을 장악하였고 리위안훙과 세력을 다퉜다. 한쪽은 대총통부(大總統府)였고 다른 한쪽은 국무원(國務院)이었기에 이들의 투쟁을 부원지쟁이라 한다.
중화민국임시약법에 의하면, 국무원의 중대 결정은 대총통의 날인이 있어야 발포가 되었다. 국무원비서장 쉬수정(徐樹錚)은 항상 대총통 리위안훙에 대하여 태도가 무례하였고, 오랫동안 리위안훙은 이를 불만으로 여겼다. 쉬수정은 국무원에서 내무총장 쑨훙이(孫洪伊)와 갈등이 있었고, 돤치루이는 지시를 내려 손홍이를 파직하게 하고, 쉬수청에게 총통부에 가서 날인을 받아올 것을 지시하였다. 리위안훙은 날인을 거절하였다. 부원이 긴장 상태에 들어가자 원로 쉬스창(徐世昌)이 나서서 화해를 시도했으나 결국 서수쟁 손홍이 모두 파직되면서 끝이 났다. 그러나 다시 제1차 세계대전 참전 및 대(對) 독일 선전포고 여부 문제에서 양측은 더욱 격렬하게 충돌하였다.
1917년 3월 4일, 이미 사직서를 제출하였기에 참가하지 않았던 외교총장 우팅팡(伍廷芳)을 제외하고, 돤치루이와 각원(閣員) 전체는 대총통부에 가서 리위안훙에게 국무원에서 국회를 향하여 대독일 단교안에 대한 자문(咨文)에 날인할 것을 요청하였으나, 리위안훙은 반대하였다. 이에 돤치루이가 분개하여 사직을 제출하였고 베이징을 떠나 톈진으로 갔다. 이후 펑궈장(馮國璋) 등이 화해를 권하면서, 6일 밤에 돤치루이는 북경으로 돌아왔다.
1917년 4월 25일, 대독일 선전포고를 위하여 돤치루이는 각 성(省) 독군(督軍)에게 연락하여 북경으로 소환하고 독군단(督軍團) 회의를 열었고, 국회에 대하여 압력을 가하였다. 5월 10일, 중의원(衆議院)은 의회를 열어 재독일 선전포고를 심의하였다. 돤치루이는 공민단(公民團)을 조직하고 국회 밖에서 시위를 하게 하였기에 결국 긴장 상태가 발생하였다. 11일, 외교총장 오정방, 사법총장(司法總長) 장야오청(張耀曾), 농상총장(農商總長) 구중슈(谷鍾秀), 해군총장(海軍總長) 청비광(程璧光) 4명의 각원이 국회의원에게 모욕당한 것을 항의하여 사직서를 제출하였다. 15일, 국무원은 중의원에 다시 대독일 선전포고 안건을 제출하였다. 19일, 중의원은 많은 내각 각원이 사직하면서 자문의 논의를 재촉하였으나, 국무원 명의를 사용하는 것이 적법하지 않았기에 대독일 선전포고 안건의 의결을 미루기로 결정하였고, 우선 내각 개조를 시행하여야 했다. 같은날, 천유런(陳友仁)의 영어판 『경보』(京報)에 돤치루이가 제멋대로 일본에 차관을 빌려온다는 것을 게재하였으니 이를 니시하라 차관(西原借款)이라 한다. 같은날, 독군단이 연명으로 전보를 쳐 참의원과 중의원을 해산하고 헌법을 개정할 것을 요구하였다. 21일, 리위안훙은 돤치루이 총리직 철회를 지시하자, 돤치루이는 분개하여 북경을 떠나 천진으로 가면서 중화민국임시약법에 의하면 총통은 총리직 철회권한이 없다는 것을 지적하며 리위안훙의 파직령을 인정하지 않았다. 이로써 중화민국 사상 최초의 헌정위가 도래하였다.
이후 돤치루이의 책동으로 안후이성(安徽省)과 펑톈성(奉天省) 등 8개 성이 잇달아 독립을 선포하였다. 리위안훙은 독군단단장(督軍團團長) 장쉰(張勳)에게 베이징에 와서 조정해 줄 것을 요청하였다. 장훈은 리위안훙에게 조건을 제시하고 국회 해산을 할 것을 요청하였다. 리위안훙은 억지로 응하였고, 6월 12일에 국회 해산 명령을 발포하였다. 14일, 장훈은 변군(辮軍)을 이끌고 북경에 들어왔다. 7월 1일, 장훈은 청의 마지막 황제였던 아이신기오로 푸이(愛新覺羅溥儀)를 옹위하여 제제(帝制)를 다시 선포하였으니 이를 변군복벽(辮軍復辟) 혹은 장훈복벽(張勳復辟)이라 한다. 12일, 복벽이 돤치루이에 의해 진압되었고 이후 리위안훙은 총통직을 사임하였다. 펑궈장이 총통이 되었고 간기서는 그대로 총리가 되었다. 이로써 부원지쟁은 일단락되었다. 8월 14일, 마침내 돤치루이는 독일 제국과 오스트리아-헝가리 제국에 선전포고를 하였고, 두 나라의 천진 조계, 그리고 한구(漢口) 독일 조계를 회수하였으며, 협약국에 가입하여 1차대전에 참전하였다.
그러나 돤치루이는 장훈이 해산한 국회를 회복하는 것을 거절, 이로 인하여 손문(쑨원)(孫文)이 국회의원들을 남쪽으로 불렀고 광주(廣州)에서 정부의 호법운동(護法運動)을 조직하였다. 이로써 중국은 한층 더 혼란에 빠지게 된다.

## 제2차 부원지쟁
풍국장(馮國璋)이 총통을 대리한 이후, 서남 군벌 및 광동 호법군정부(護法軍政府)의 정책 면에 있어 국무총리 단기서와 갈등을 일으켰다. 풍국장과 단디서 두 사람은 서로 만나지 않았다. 단기서는 무력 통일을 주장하였고 이를 빌어 환계(皖系) 세력을 확충하였다. 풍국장은 평화 통일을 주장하였고, 이를 빌어 서남군벌에 대하여 잘 보이고 직계(直系) 이익을 보호하였다.
1917년 8월, 단기서는 북양제8진사(北洋第八師)와 북양제20진사(北洋第二十師) 두 사단이 호남(湖南)으로 들어가 남북전쟁(南北戰爭) 혹은 이른바 호법 전쟁(護法戰爭)의 서막을 열었다. 이후 다시 심복 부량좌(傅良佐)를 파견하여 호남독군(湖南督軍)에 임명하고 직계 관병의 불만을 일으켰다. 11월, 호남에서의 전투가 확대될 때, 직계에 속하는 제8사 사장(師長) 왕여현(王汝賢)과 제20사 사장 범국장(范國璋)이 돌연 전보를 쳐서 정전과 화의를 주장하였다. 이른바 직계 장강삼독(長江三督)으로 불린 호북독군(湖北督軍) 왕점원(王占元), 강서독군(江西督軍) 진광원(陳光遠), 강소독군(江蘇督軍) 이순(李純), 그리고 직례독군(直隸督軍) 조곤(차오쿤)(曹錕)과 연명(聯名)으로 발표하고 전보를 쳐서 정전에 호응하였다. 11월 22일, 단기서는 사직을 제출하였다. 11월 25일, 풍국장은 명령을 내려 면직늘 허락하였고, 먼저 외교총장 왕대섭(汪大燮)이 국무총리를 대리하게 하였고 후에 다시 청하여 왕사진(王士珍)이 국무총리겸육군총장을 서리하도록 하였다.
12月2일, 단기서는 북방10독(北方十督)인 조곤(曹錕), 장회지(장화이즈)(張懷芝), 장작림(장쭤린)(張作霖), 예사충(倪嗣冲), 염석산(옌스산)(閻錫山), 진수번(천수판)(陳樹藩), 조척(자오티)(趙倜), 양선덕(양산더)(楊善德), 노영상(루용샹)(盧永祥), 장경요(장징야오)(張敬堯) 등을 책동하여 천진에서 독군단(督軍團) 회의를 거행하게 하였다. 12월 6일, 연명으로 전보하여，풍국장에게 서남 토벌을 내릴 것을 요청하였다. 풍국장은 양보의 의사만 표하였다. 다시 단기서를 참전독판(參戰督辦)으로 임명하였고, 단지귀(段之貴)는 육군총장이 되어 환계의 불만을 해소하려 하였다. 이때 서남군벌 육영정(루롱팅)(陸榮廷)은 옛 국회 회복을 주징히였고, 상월(湘粤, 호남과 광동) 진병과 풍국장 총통 계승 보호를 청하면서 양광(兩廣, 광동과 광서) 독립 조건을 철회했다. 풍국장은 정전 포고를 내었고 남북 양군의 적대행동을 중지할 것을 깨우쳤다. 12월 31일, 북방10독 조곤 등이 전보를 쳐서 발표, 국회 회복에 철저히 반대하고 환계 통제 임시참의원(臨時參議院)이 국회 직권을 대행하고 정식 대총통을 선출하여 합법적으로 풍국장을 쓰러뜨릴 것을 기도하였다. 풍국장은 직접 서남군벌을 초토하려 하였지만 공위군(拱衛軍) 1려(旅)를 거느리고 전용차를 티고 진포로(津浦路)를 따라 남하하였으며, 직계 대본영인 남경(南京)으로 돌아가고자 하였다. 그러나 예상치 못하게 차는 방부(蚌埠)에 이르렀고 환계 안휘독군 예사충이 차단하면서, 억지로 풍국장은 북경으로 돌아갔다. 동시에 봉군은 입관(入關, 산해관 진입)하여 병사를 연련했다. 환봉연합은 풍국장이 중지할 수 없어 1918년 3월 23일 다시 단기서가 국무총리가 되도록 청하였다.
1918년 8월 12일, 신국회(新國會) 일반적으로 안복국회(安福國會)라 불리는 내각은 개막하였다. 단기서는 사직을 발포하였고 풍국장에게도 총통 경선 불참가를 하게 하였다. 9월 4일, 안복국회는 서세창을 신임대총통으로 선출, 서세창은 전능훈(錢能訓)의 이름을 거론하며 내각 조직을 바꿨다. 풍국장과 단기서는 동시에 하야했다. 그러나 직환 간 분쟁은 이로 인하여 화해하지 않았고 결국 1920년 직환전쟁(直皖戰爭)으로 번졌다.

## 같이 보기
- 군벌 시대
- 중화민국의 역사
- 신해혁명(1차혁명)(1911)
- 토원지역(2차혁명)(1913)
- 호국전쟁(1915-1916)
- 부원지쟁(1916)
- 독군단(1916-1918)
- 장훈복벽(1917)
- 호법운동(3차혁명)(1917)
- 직환전쟁(1920)
- 직봉전쟁(1922-1924)
- 신문화운동
- 손문(쑨원)
- 원세개(위안스카이)
- 중화민국임시약법